# Żuawi papiescy

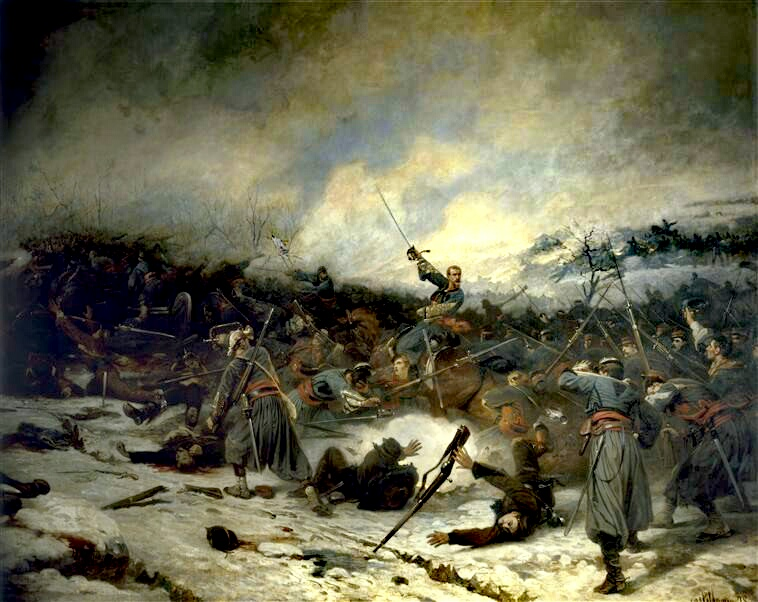
Bitwa pod Loigny według C. Castellaniego (1879)

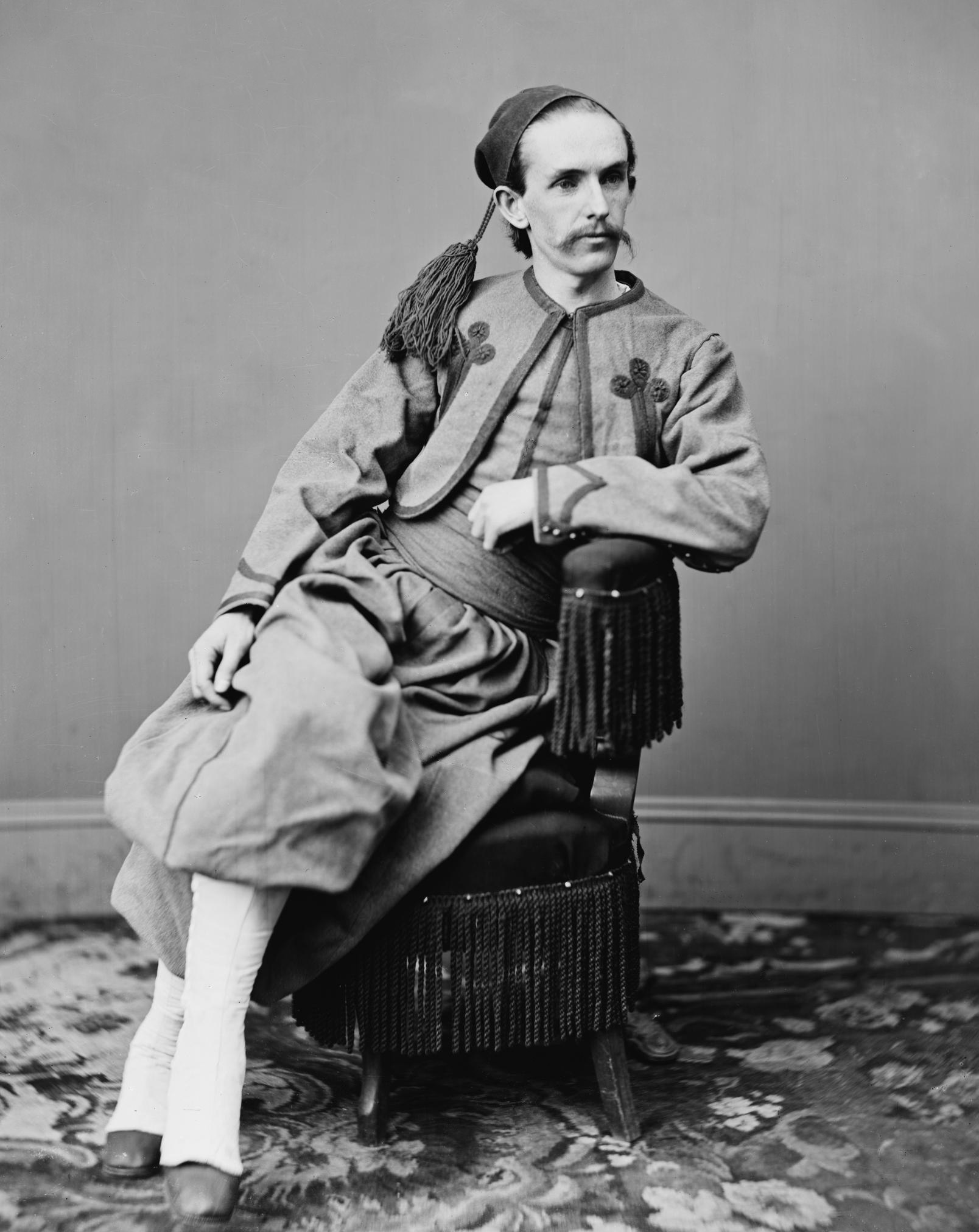
John Surratt w mundurze żuawa papieskiego, którym był w latach 1865–1866

Żuawi papiescy (łac. Zuavi Pontifici, fr. Zouaves pontificaux) – ochotniczy oddział lekkiej piechoty uformowany za czasów pontyfikatu papieża Piusa IX. 

## Historia
W 1860 wiceminister wojny Państwa Kościelnego Xavier de Mérode zwrócił się do twórcy żuawów francuskich generał-majora Christophe'a Léona Louisa Juchaulta de Lamoricière'a o pomoc przy utworzeniu sił zbrojnych mających na celu ochronę Państwa Kościelnego przed Wiktorem Emanuelem II, który dążył do zjednoczenia Królestwa Włoch pod swoim berłem.
Zreorganizowani przez papieskiego ministra wojny gen. Hermanna Kanzlera, wraz z francuskim korpusem ekspedycyjnym rozbili ochotnicze siły Giuseppe Garibaldiego w bitwie pod Mentaną.
Po zdobyciu Rzymu przez Wiktora Emanuela w liczbie ok. 3 tysięcy zostali ewakuowani do Francji. Tam walczyli jako oddział Obrony Narodowej w wojnie prusko-francuskiej. Zostali rozwiązani w grudniu 1870 roku po bitwie pod Loigny-Poupry, w której ponieśli znaczne straty.
Żuawi papiescy bywają określani mianem ostatnich krzyżowców.
Louis de Becdelievre w styczniu 1861 objął dowództwo regimentu żuawów papieskich, który po bitwie pod Castelfidardo utworzyły niedobitki:
- irlandzkiego Batalionu Strzelców Wyborowych Świętego Patryka oraz
- francusko-belgijskiego Batalionu Strzelców Wyborowych.

Żuawami mogli zostać tylko mężczyźni wyznania rzymskokatolickiego, będący kawalerami. Formowano go z osób pochodzących z Belgii, Francji, Niderlandów, Bawarii, Włoch, a nawet Stanów Zjednoczonych i Kanady. Należeli do nich także Polacy.
Żuawi papiescy byli umundurowani na wzór żuawów francuskich. Nosili szare mundury z czerwonymi wykończeniami oraz czerwone kepi lub fezy.